# Stiftung Schürmatt
Die Stiftung Schürmatt ist eine gemeinnützige Stiftung mit Sitz in Zetzwil. Sie wurde 1963 von der reformierten Kirche Aargau gegründet, um gute Ausbildungs- und Wohnplätze für beeinträchtigte Kinder anzubieten. Die Stiftung beschäftigt rund 450 Mitarbeitende an 14 Standorten. Sie betreut und berät beeinträchtigte Menschen und deren Angehörige. Direkt betreut werden rund 740 kognitiv- und mehrfachbeeinträchtigte sowie entwicklungsverzögerte Kinder, Jugendliche und Erwachsene. Die Stiftung führt seit 2002 kooperative Kindergärten in Holziken, Gontenschwil, Aarau Rohr und ab 2019 eine kooperative Klasse in Densbüren.

## Die Anfänge der Stiftung Schürmatt
Aufgrund einer Motion von Pfarrer Hans Scheider, Frick, am 9. Juli 1956 in der Synode der reformierten Landeskirche Aargau wurde die Stiftung Schürmatt 1963 gegründet. Nach erfolgtem Landkauf in der "Schürmatt" in Zetzwil 1962 und anschliessendem Bauprojekt nahm die Stiftung Schürmatt am 5. Juli 1965 ihren Betrieb mit der Aufnahme von 11 Knaben und 6 Mädchen auf. Ende 1965 wohnten 88 Kinder in den Wohngruppen, weitere 20 Schülerinnen und Schüler besuchten die Tagessonderschule. Auf der Anmeldeliste standen zusätzlich 50 Kinder. Der Bereich für Erwachsene wurde 1982 eröffnet.

## 2010 bis 2020
Der Betrieb der Angebote konzentrierte sich bis zum Jahr 2011 im Wesentlichen auf den Standort Schürmatt und angrenzende Gemeinden. Ab dem Jahr 2011 ist die Stiftung Schürmatt bezüglich Klienten, Mitarbeitende und Umsatz stark gewachsen.
Vergleich Klientenplätze / Mitarbeitende / Umsatz
|      | Klientenplätze | Mitarbeitende FTE | Mitarbeitende (Personen) | Umsatz            |
| 2011 | 221            | 192               | 330                      | 24,8 Mio          |
| 2020 | 378 (+71 %)    | 301 (+56 %)       | 480 (+45 %)              | 35,4 Mio. (+43 %) |

Neben der HPS Zetzwil, welche die Stiftung Schürmatt seit Anfangszeiten führte, wurde am 1. Januar 2013 die Trägerschaft der HPS Aarau übernommen. 2015 kam mit der Eröffnung und der Inbetriebnahme des Heilpädagogischen Zentrums für Werkstufe und Berufsvorbereitung HZWB in Othmarsingen ein weiterer Schulstandort dazu.

## Direktoren der Stiftung Schürmatt
In der Geschichte wurde die Stiftung Schürmatt von diesen Personen geleitet:
| Geschäftsführung | Jahr      |
| ---------------- | --------- |
| Hermann Wintsch  | 1965–1986 |
| Andreas Baumann  | 1986–1987 |
| Konrad Nägeli    | 1987–2011 |
| Werner Sprenger  | 2012–2021 |
| Anke Müller      | seit 2022 |

## Der Stiftungsrat der Stiftung Schürmatt
Die Wahl, Aufgaben und Kompetenzen des Stiftungsrates ergeben sich aus Artikel 5 und 7 der Stiftungsurkunde vom 19. August 1993.
Artikel 5: Stiftungsrat
Der Stiftungsrat besteht aus 9 bis 13 Mitgliedern.
Diese werden wie folgt gewählt:
- Vier Mitglieder durch den Wahlausschuss der reformierten Synode;
- die übrigen Mitglieder durch den reformierten Kirchenrat.

Der Präsident des Stiftungsrates wird vom Kirchenrat gewählt. Im Übrigen konstituiert sich der Stiftungsrat selbst und setzt die Art der Vertretung nach aussen fest. Sekretär und Kassier müssen dem Stiftungsrat nicht angehören. :Der Stiftungsrat ist oberstes Organ der Stiftung. Er besammelt sich nach Bedarf. Er wählt die Gesamtleitung und die Kontrollstelle. Der Stiftungsrat kann gewisse Aufgaben Arbeitsausschüssen übertragen. :Die Amtsdauer der Mitglieder des Stiftungsrates beträgt vier Jahre. Wiederwahl ist zulässig.